# Liste der Monuments historiques in Châteauneuf-d’Ille-et-Vilaine
Die Liste der Monuments historiques in Châteauneuf-d’Ille-et-Vilaine führt die Monuments historiques in der französischen Gemeinde Châteauneuf-d’Ille-et-Vilaine auf.

## Liste der Bauwerke
| Bezeichnung | Beschreibung                                               | Standort                | Kennzeichnung | Schutzstatus | Datum | Bild |
| ----------- | ---------------------------------------------------------- | ----------------------- | ------------- | ------------ | ----- | ---- |
| Schloss     | auch auf dem Gebiet der Gemeinde Saint-Père-Marc-en-Poulet | Place du Martray (Lage) | PA00090527    | Classé       | 1992  |      |